# Nushi Tsuri 64: Shiokaze Ninotte
Nushi Tsuri 64: Shiokaze Ninotte (ぬし釣り64～潮風にのって～, Master of Fishing 64: The Sea Ride) est un jeu vidéo de pêche sorti en 2000 sur Nintendo 64 uniquement au Japon. Le jeu a été développé et édité par VIS Interactive.
Le jeu est la suite de Nushi Tsuri 64.